# Masters de Miami 1987
El Abierto de Miami 1987 (también conocido como 1987 Lipton International Players Championships por razones de patrocinio) fue un torneo de tenis jugado sobre pista dura. Fue la edición número 3 de este torneo. El torneo masculino formó parte del circuito ATP. Se celebró entre el 23 de febrero y el 9 de marzo de 1987.

## Campeones

### Individuales Masculino
Miloslav Mečíř vence a  Ivan Lendl, 7–5, 6–2, 7–5

### Individuales Femenino
Steffi Graf vence a  Chris Evert, 6–1, 6–2

### Dobles Masculino
Paul Annacone /  Christo van Rensburg vencen a  Ken Flach /  Robert Seguso,  6–2, 6–4, 6–4

### Dobles Femenino
Martina Navratilova /  Pam Shriver vencen a  Claudia Kohde-Kilsch /  Helena Suková, 6–3, 7–6(8–6)
| Predecesor: Miami 1986 | Masters de Miami 1987 | Sucesor: Miami 1988 |